# Нижньорейнсько-Вестфальський округ
Нижньоре́йнсько-Вестфа́льський о́круг (нім. Niederrheinisch-Westfälischer Reichskreis), або Вестфа́льський о́круг (лат. Circulus Westphalicus) — в 1500 — 1806 роках імперський округ Священної Римської імперії. Створений 2 липня 1500 року за наказом німецького короля Максиміліана І на Аугсбурзькому рейхстазі як округ № 5. 
Охоплював території колишнього герцогства Нижня Лотарингія, Фризії та Вестфальської частини колишнього герцогства Саксонія. Округ  мав склад з численних невеликих держав, проте графи Де-ла-Марк змогли зібрати значну кількість територій, з 1521 року — Об'єднані герцогства Юліх-Клеве-Берг. Найбільша церковна територія імперії належала князь-єпископам Мюнстера. Ліквідовано через розпуск імперії.

## Склад
| Назва                   | Тип управління    | Коментарій |  |
| ----------------------- | ----------------- | --- |  |
| Аренберг                | Герцогство        | Отримало безпосереднє підпорядкування імператору в 1549 році за Жана де Ліня; з 1576 року — князівство; в 1644 піднесене до герцогства, отримавши 81‑й голос у Рейхстазі |  |
| Ахен                    | Імперське місто   | Безпосереднє підпорядкування імператору надано імператором Фрідріхом I Барбароссою в 1166 році |  |
| Ангольт                 | Графство          | 18-те Вестфальське графство, раніше підпорядковане єпископам Утрехту, безпосереднє підпорядкування імператору з XIV століття, під управлінням Гемену, перейшло до Зальм-Зальму в 1641 році. |  |
| Байльштайн              | Панство           | Лен Тріра з 1488 року, з 1635 року перебував у володінні фрайгерів фон Меттерніх, з 1679 року — імперських графів. |  |
| Бентгайм                | Графство          | Визнано імперським графством в 1486 році. |  |
| Берг                    | Герцогство        | Піднесено до герцогства королем Вацлавом Люксембурзьким в 1380 році, частина Юліх-Клеве-Бергу в 1521 — 1614 роках, з Юліхом приєднано до Пфальц-Нойбурга згідно з Ксантенським договором. |  |
| Бланкенгайм-Герольштайн | Графство          | Виокремилось з Мандершайду в 1468 році |  |
| Буйон                   | Герцогство        | Протекторат Франції за Німвегенським миром 1679 року, але анексовано лише в 1795 році. |  |
| Бракель                 | Імперське місто   | Статус оскаржено Падерборнським князь-єпископством |  |
| Камбре                  | Імперське місто   | Статус, оскаржено єпископами Камбре, проголошено герцогством імператором Максиміліаном I Габсбургом в 1510 році |  |
| Камбре́зі                | Князь-єпископство | Єпархія заснована в VI столітті, безпосереднє підпорядкування імператору надано королем Генріхом II в 1007 році, архієпископство з 1559 року, відійшло до Франції за Німвегенським миром 1679 року. |  |
| Клеве                   | Герцогство        | У складі Юліх-Клевес-Бергу в 1521 — 1614 рік, з Марком і Равенсбергом передано до Бранденбургу за Ксантенським договором |  |
| Кельн                   | Імперське місто   | Статус визнаний імператором Фрідріхом III Габсбургом в 1475 році |  |
| Корвей                  | Князь-абатство    | Засновано у 815 році королем Людовиком Благочестивим; 69-те місце в Рейхстазі |  |
| Дельменгорст            | Графство          | Засновано молодшою гілкою династії Ольденбургів, перебувало під управлінням Ольденбургу з 1436 року. |  |
| Діпгольц                | Графство          | 11-те Вестфальське графство. Засноване близько 1160 року, відійшло до Брауншвайг-Люнебургу в 1585 році. |  |
| Дортмунд                | Імперське місто   | Статус підтверджено імператором Фрідріхом II Гогенштауфеном в 1236 році |  |
| Дуйсбург                | Імперське місто   | Передано в заставу Клеве королем Рудольфом Габсбургом в 1290 році, остаточно позбавлено імператорського статусу курфюрстом Фрідріхом Вільгельмом I Бранденбурзьким в 1674 році. |  |
| Дюрен                   | Імперське місто   | Статус підтверджено імператором Оттоном III в 1000 році, передано в заставу Юліху імператором Фрідріхом II Гогенштауфеном в 1241 році |  |
| Зальм-Райффершайд-Дік   | Панство           | 30-е Вестфальське графство, приєднано до Зальм-Райффершайду |  |
| Східна Фризія           | Графство          | Підвищено до князівства 1662 року, відійшло до Пруссії в 1744 році |  |
| Ехтернах                | Князь-абатство    | Засновано близько 698 року святим Віллібрордом, безпосереднє підпорядкування імператору надано королем Піпіном Коротким в 751 році, анексовано Францією в 1794 році. |  |
| Ессен                   | Абатство          | Засновано у 845 році святим Альтфрідом, безпосереднє підпорядкування імператору ймовірно, даровано королем Конрадом I (911-918). Абатство займало 10-те місце серед жіночих прелатур Рейнського округу. У 1803 році було секуляризоване і приєднане до Королівства Пруссія. |  |
| Фаньйоль                | Панство           | Належало династії Лінь, підвищено до графства в 1770 році. |  |
| Гемен                   | Панство           | Належав графам Гольштейн-Шавенбург, перейшов до династії Лімбург-Штирум в 1640 році. |  |
| Гімборн                 | Панство           | Належало дому Шварценбергів, безпосереднє підпорядкування імператору надано імператором Фердинандом II Габсбургом в 1631 році, підвищене до графства в 1698 році, продане Йогану Людвігу фон Валльмодену в 1782 році. |  |
| Гронсвельд              | Панство           | Безпосереднє підпорядкування імператору надано імператором Максиміліаном I Габсбургом в 1498 році, підвищене до графства близько 1588 року, анексовано Францією в 1794 році. |  |
| Галлермунд              | Графство          | Феод Брауншвейг-Каленбергу навколо [[Шпрінге]], підвищено до імперського графства в 1706 році. |  |
| Герфорд                 | Абатство          | Абатство засновано в 789 році. З 1147 року набуло статусу безпосереднього абатства, тобто підпорядковувався напряму імператору або Папі без проміжних церковних структур. У 1152 році статус абатства офіційно підтверджено імператором Священної Римської імперії Фрідріхом І Барбароссою. У церковній ієрархії абатство займало особливе положення як тринадцята прелатура Рейну. |  |
| Герфорд                 | Імперське місто   | Безпосереднє підпорядкування імператору отримано від Герфордського абатства; оспорювалася Юліх-Клеве-Бергом з 1547 року; анексовано Равенсберзьким графством в 1652 році. |  |
| Гольцаппель             | Графство          | Колишнє володіння Естерау Нассау, подароване імператором Фердинандом III Габсбургом своєму фельдмаршалу Петеру Меландеру в 1643 році, відійшло до Ангальт-Бернбургу в 1676 році. |  |
| Гоя                     | Графство          | 10-те Вестфальське графство. Феод Брауншвайг-Люнебургу з 1519 року, династія згасла в 1582 році. |  |
| Юліх                    | Герцогство        | Безпосереднє підпорядкування імператору підтверджено імператором Людовиком IV Віттельсбахом в 1328 році, підвищено до герцогства імператором Карлом IV Люксембургом в 1356 році, у складі Юліх-Клеве-Бергу в 1521 — 1614 роках, з Бергом відійшло до Пфальц-Нойбургу за Ксантенським договором.                                                                                     |  |
| Керпен та Ломмерзум     | Панство           | Анексовано Брабантом у Кельна після битви при Воррінгені 1288 року, успадковано Бургундією в 1406 році та Габсбургами в 1482 році, перейшло до Юліха в 1710 році, підвищено до графства в 1712 році, отримало безпосереднє підпорядкування імператору в 1786 році. |  |
| Корнелімюнстер          | Князь-абатство    | Засновано у 814 році святим Бенедиктом Аніанським |  |
| Лемго                   | Імперське місто   | Засновано близько 1190 року Бернардом II Ліппе, безпосереднє підпорядкування імператору підтверджено Імперським камеральним судом |  |
| Льєж                    | Князь-єпископство | Засновано близько 315 року святим Матерном Кельнським в Тонгерені; 47-ме місце в Рейхстазі |  |
| Лінген                  | Графство          | Виокремилось з Текленбургу в 1493 році, захоплено як феод імператором Карлом V Габсбургом в 1547 році, разом з Бургундськими Нідерландами, передано королю Іспанії Філіпу II в 1555 році, завойовано князем Моріцом Нассауським в 1597 році, успадковано Пруссією в 1702 році. |  |
| Ліппе                   | Графство          | Панство засновано близько 1123 року, підвищено до графства в 1528 році, відокремлене від Ліппе-Альвердіссена в 1613 році (Шаумбург-Ліппе з 1643 року), підвищене до князівства в 1789 році. |  |
| Мандершайд              | Графство          | З 1445 року під управлінням Шлайдену, підвищено до імперського графства імператором Фрідріхом III Габсбургом в 1457 році, успадкував Бланкенгайм-Герольштайн в 1468 році, Штернберг-Мандершайд із 1780 року, анексовано Францією в 1794 році |  |
| Марк                    | Графство          | Засновано близько 1160 року, придбано Клевесом в 1368 році, у складі Юліх-Клевес-Бергу в 1521 — 1614 роках, з Клевесом і Равенсбергом приєднано до Бранденбургу за Ксантенським договором. |  |
| Міллендонк              | Панство           | Повернуло собі безпосереднє підпорядкування імператору в 1700 році, з 1732 року перебувало у власності графів Остейнських. |  |
| Мінден                  | Князь-єпископство | Колишнє єпископство Мінден секуляризовано до Бранденбургу за Вестфальським миром 1648 року |  |
| Мерс                    | Графство          | Вперше задокументовано в 1186 році, володіння Віду з 1493 року, графства Ноєнар з 1519 року, успадковане Адольфом фон Ноєнаром в 1578 році, Морісом Нассауським в 1594 році, приєднано до Пруссії в 1702 році. |  |
| Мюнстер                 | Князь-єпископство | Єпископство, засноване Святим Людгером близько 805 року, отримало безпосереднє підпорядкування імператору в 1180 році з герцогства Саксонія, яке перебувало в особистій унії з князь-єпископами Кельнської династії Віттельсбахами в 1612–1650, 1683–1688 та 1723–1801 роках; 43-тє місце в Рейхстазі.                                                                              |  |
| Нассау-Діц              | Графство          | Колишнє графство Діц, успадковане Нассау-Ділленбургом в 1386 році, виділене з Нассау-Ділленбурга в 1606 році, князівство з 1654 року, успадковане Оранж в 1702 році, назва змінена на Оранж-Нассау. |  |
| Нассау-Ділленбург       | Князівство        | Виокремилося з Нассау в 1303 році, відокремилося від Оранжу в 1559 році, князівство з 1654 року, успадковано Оранж-Нассау в 1739 році, 87-ме місце в Рейхстазі . |  |
| Нассау-Гадамар          | Князівство        | Виокремилося з Нассау-Ділленбурга в 1606 році, князівство з 1650 року, династія згасла в 1711 році, успадковано Оранж-Нассау в 1743 році, 86-те місце в Рейхстазі . |  |
| Ольденбург              | Герцогство        | Виокремилося з Саксонії після повалення Генріха Лева в 1180 році, персональна унія з Данією в 1667 — 1773 роках, зведене до герцогства під владою Гольштейн-Готторп в 1774 році. |  |
| Оснабрюк                | Князь-єпископство | |  |
| Падерборн               | Князь-єпископство | 29-те місце в Рейхстазі |  |
| Пирмонт                 | Графство          | |  |
| Равенсберг              | Графство          | Засноване близько 1140 року на території колишнього графства Кальвелаге, належало Бергу з 1346 року, було у складі Юліх-Клевес-Бергу в 1521 — 1614 роках, з Клевесом і Марком приєднано до Бранденбургу за Ксантенським договором. |  |
| Рекгайм                 | Графство          | |  |
| Райхенштайн             | Панство           | |  |
| Рітберг                 | Графство          | |  |
| Зайн-Альтенкірхен       | Графство          | 1-й Рейнське графство, половина графства Зайн-Вітгенштайн-Зайн, з 1742 року приєднано до князівства Ансбах. |  |
| Зайн-Гахенбург          | Графство          | 2-ге Рейнське графство, половина Зайн-Вітгенштайн-Зайну, з 1714 року приєднано до маркграфства Кірхберг |  |
| Шаумбург                | Графство          | |  |
| Шаумбург-Гессен         | Графство          | |  |
| Шаумбург-Ліппе          | Графство          | |  |
| Шлайден                 | Панство           | |  |
| Зост                    | Імперське місто   | |  |
| Шпігельберг             | Графство          | 12-те Вестфальське графство. З 1557 року лен Каленбергу. У 1583 — 1819 роках лен Нассау-Дітцу, з 1819 року у складі Ганноверського королівства. |  |
| Ставло-Мальмеді         | Князь-абатство    | 67-е місце в Рейхстазі |  |
| Штайнфурт               | Графство          | Безпосереднє підпорядкування імператору надано імператором Фрідріхом III Габсбургом в 1486 році, графство з 1495 року |  |
| Текленбург              | Графство          | Бентгайм-Текленбург з 1557 року |  |
| Торн                    | Князь-абатство    | |  |
| Ферден                  | Князь-єпископство | Секуляризовано королівством Швеція з 1648 року; 46-те місце в Рейхстазі |  |
| Ферден                  | Імперське місто   | Статус незрозумілий та скасований |  |
| Фірнебург               | Графство          | |  |
| Варбург                 | Імперське місто   | |  |
| Верден                  | Князь-абатство    | |  |
| Везель                  | Імперське місто   | Статус незрозумілий |  |
| Вікрат                  | Панство           | |  |
| Від                     | Графство          | |  |
| Віннебург-Байльштайн    | Панство           | |  |
| Віттем                  | Панство           | Підвищено до графства в 1732 році. |  |

Зміна округу
- Гелдернське герцогство перейшло до Бургундського округу в 1548 році.
- Люксембурзьке герцогство перейшло до Бургундського округу в 1512 році.
- Графство Дренте(інші мови) перейшло до Бургундського округу в 1548 році.
- Гронінгенська сеньйорія перейшла до Бургундського округу в 1548 році.
- Панство Оверайсел(інші мови) перейшло до Бургундського округу в 1548 році.
- Утрехтське князь-єпископство(інші мови) перейшло до Бургундського округу в 1548 році.
- Графство Цутфен(інші мови) перейшло до Бургундського округу в 1548 році.

## Назва
- Нижньоре́йнсько-Вестфа́льський о́круг (нім. Niederrheinisch-Westfälischer Reichskreis) — у XVI ст[2].
- Вестфа́льський о́круг (лат. Circulus Westphalicus, нім. Westfälischer Reichskreis) — після XVI ст.
- Нижньогерманський округ (лат. Circulus Germaniae Inferioris) — альтернативна латинська назва, що походить від Нижньої Германії.

## Карти

1500
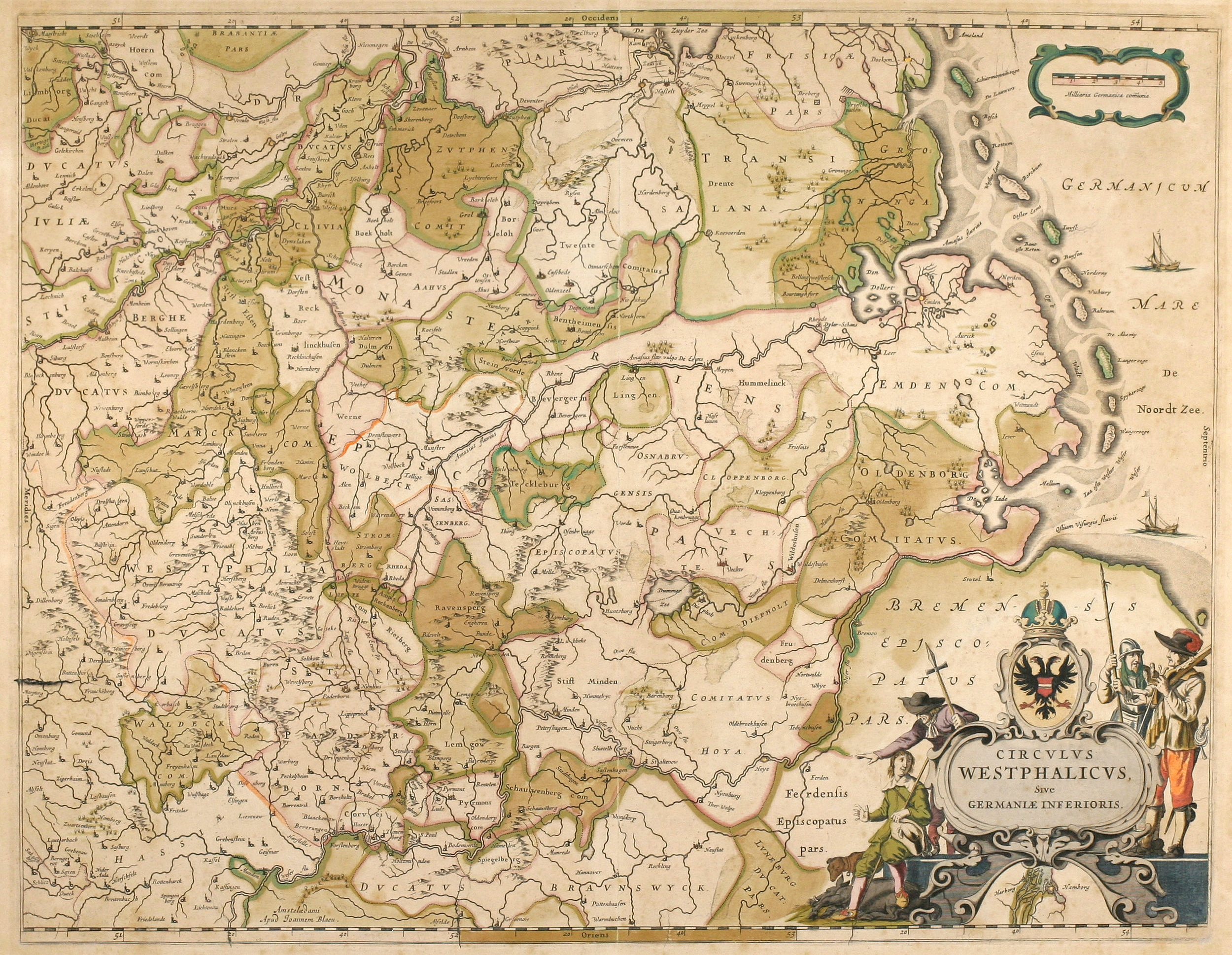
1640
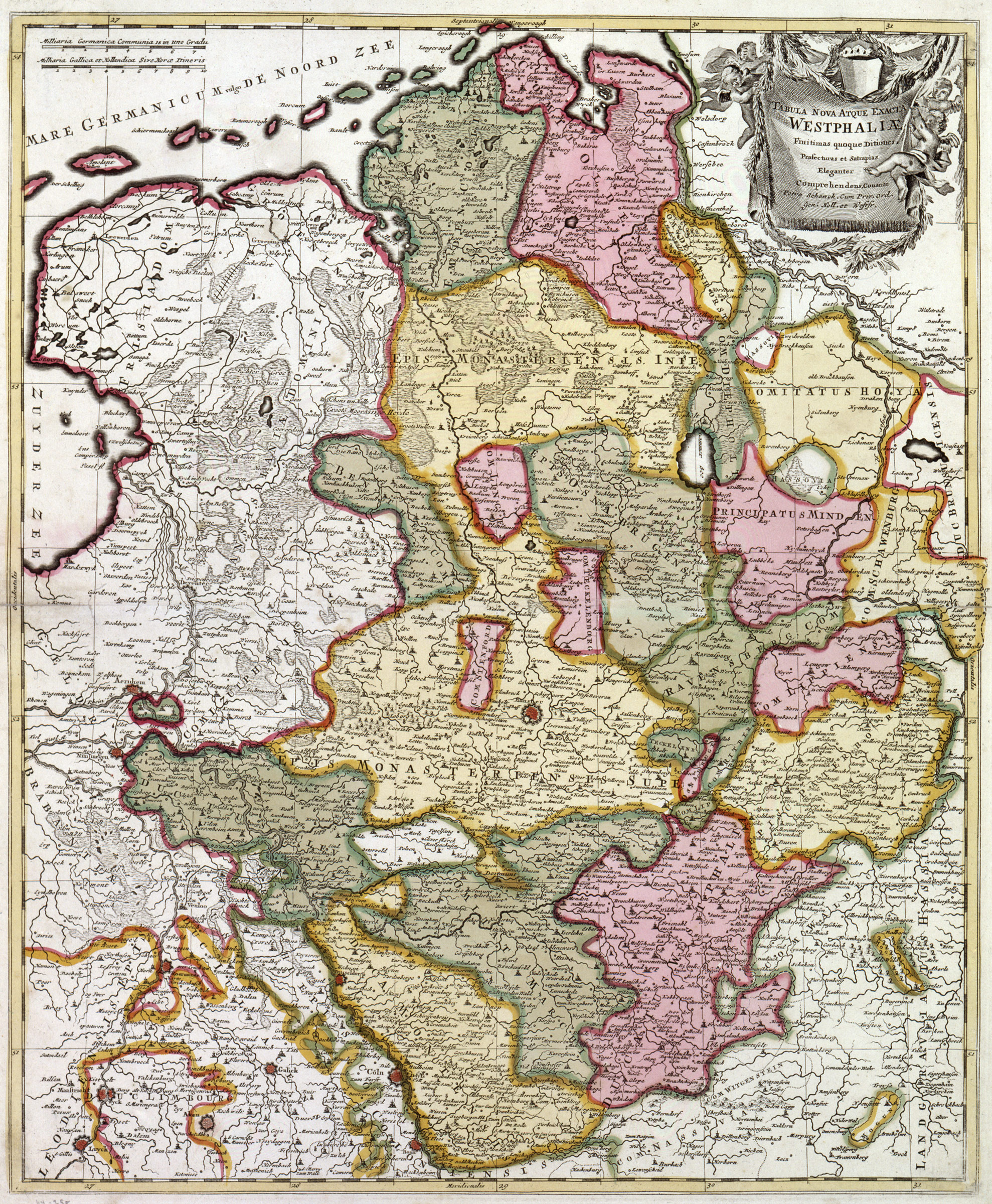
1710

### Монографії
- Dotzauer, W. Die deutschen Reichskreise in der Verfassung des alten Reiches und ihr Eigenleben. (1500–1806). Darmstadt: Wissenschaftliche Buchgesellschaft, 1989.
- Dotzauer, W. Die deutschen Reichskreise (1383–1806). Geschichte und Aktenedition. Stuttgart: Franz Steiner, 1998.
- Reichskreis und Territorium. Die Herrschaft über die Herrschaft?. Stuttgart: Thorbecke, 2000.

### Довідники
- Creiß [Архівовано 19 січня 2021 у Wayback Machine.] // Zedler, J. Grosses vollständiges Universal-Lexicon Aller Wissenschafften und Künste. 1733, Bd. 6, Sp. 1562–—1563.
- Вестфальский округ // Энциклопедический словарь Брокгауза и Ефрона. Санкт-Петербург, 1905, Т. 1, С. 415.